# Démographie de la Côte d'Ivoire
Cet article contient des statistiques sur la démographie de la Côte d'Ivoire.
Il y a plus de soixante peuples dont les principaux sont : Baoulés, Agnis, Abourés, Abron, Abbey ou Abé, Akié, Malinké, Koyaka, Dan, Gouros, Sénoufos, Lobis, Koulangos, Bétés, Wés, Didas, Kroumen, Bakwés, Godiés, Néyo.

Les premiers chiffres de recensement des populations n'étaient pas complets étant donné que L'état-civil, à l'époque, ne s'étendait pas sur l'ensemble du territoire ivoirien. La population du pays était de l'ordre de 3 millions d'habitants en 1955, elle dépasse les 29 millions en  2021, les projections de l'INED anticipent une population de plus de 50 millions d'habitants en 2050.

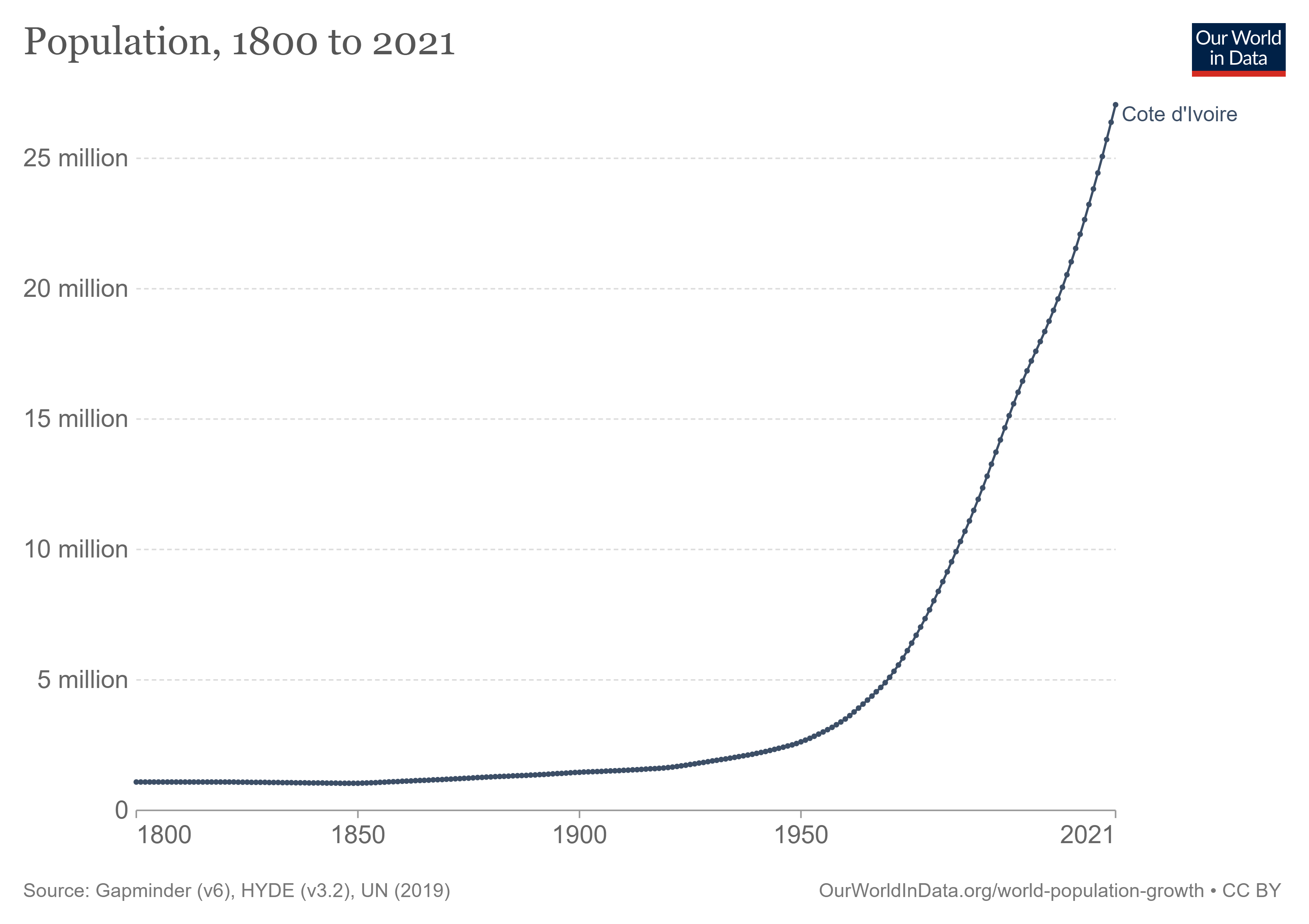
Évolution démographique de la Côte d'Ivoire

## Recensements
|      | Population recensée | Taux de croissance annuel moyen |
| ---- | ------------------- | ------------------------------- |
| 1975 | 6 709 600           | 4,4% (1960-1975)                |
| 1988 | 10 815 694          | 3,7 % (1975-1988)               |
| 1998 | 15 366 672          | 3,3 % (1988-1998)               |
| 2014 | 22 671 331          | 2,5 % (1998-2014)               |
| 2021 | 29 389 150          | 3,8 % (2014-2021)               |

## Une augmentation rapide de la population urbaine
La croissance démographique de la Côte d'ivoire a été qualifiée de galopante à partir de 1962. L'estimation de la croissance urbaine nécessite avant toute chose la définition de l’espace urbain, ce qui n’est pas un exercice facile en Côte d’Ivoire où la réalité urbaine a varié au cours du temps, s'appuyant soit sur le critère administratif ou démographique, soit sur leur association. Lors du recensement de 1975, la ville était définie comme une localité ayant plus de 10 000 habitants et comptant entre 4 000 et 10 000 habitants avec au moins 50 % des chefs de ménage ayant une activité non agricole. Ce critère a été revu après le recensement de 1998. En effet, la ville est désormais une localité de plus de 3 000 habitants agglomérés, dotée de fonctions politiques et administratives, la distinguant des villages par le niveau des équipements et par une population active non agricole dépassant 50 % (INS, 2001).
Dans la perspective de suivre dans le temps la progression de la population urbaine, les différentes définitions montrent que les critères utilisés et les variations qu’ils ont connues empêchent de cerner concrètement le phénomène. C’est pourquoi Dureau (1993) propose la définition physique de la ville en tant que zone continue d’espace bâti. Pour la Côte d’Ivoire, l’auteur propose la taille de 5 000 habitants agglomérés. Partant de ce critère démographique, la population urbaine issue des différents recensements paraît sous-estimée. Elle est passée de 2 146 293 en 1975 à 4 220 535 en 1988 et à 6 529 138 en 1998, soit un doublement en 13 ans et un triplement en 23 ans. Elle a augmenté de 7 % sur la période 1975-1988 contre 4 % sur la période 1988-1998. Il y a donc eu une période de forte croissance due aux performances économiques des années 1960 à 1970 suivie d’une période de régression entraînée par la crise économique des années 1980.
D’une manière générale, la population urbaine a rapidement augmenté en Côte d'Ivoire. Ce pays aurait connu depuis la fin des années 1990, si l’on s’en tient au critère de 5 000 habitants agglomérés, la transition urbaine ; c’est-à-dire le passage à la majorité urbaine. Ceci n’est pas le point de vue des Nations unies qui l’envisage à l’horizon 2010.
La population urbaine est estimée à 54,2 % en 2015 par la CIA.
| Années | Recensements | critère 5 000 habitants | Ecarts |
| 1975   | 32 %         | 35 %                    | 3 %    |
| 1988   | 39 %         | 48 %                    | 9 %    |
| 1998   | 43 %         | 55 %                    | 12 %   |

## Natalité

### Niveaux et tendances de la fécondité
L’analyse de la fécondité implique la prise en compte de différents indicateurs. Les taux bruts de natalité (TBN) donnent les naissances pour 1000 habitants mais sont influencés par la variation de la structure de la population par âge. Un autre indicateur appelé taux de fécondité général (TFG) est alors utilisé parce qu’il ne considère que la population féminine d’âge fécond. Il représente le nombre annuel moyen de naissances dans cette population et présente aussi des limites à cause de la variation de la fécondité dans les groupes d’âges.
Ce faisant, les taux de fécondité par groupes d’âges (TFA) et les indices synthétiques de fécondité (ISF) qui mesurent l’intensité totale pour une année civile ont été utilisés. Après compilation des différentes bases de données disponibles en Côte d'Ivoire, il ressort deux phases de l'évolution de la fécondité[réf. nécessaire].
- Évolution du nombre moyen d’enfants par femme (ISF) de 1950 à 2010, selon les Nations unies (2010) :

| Années | 1950-1955 | 1955-1960 | 1960-1965 | 1965-1970 | 1970-1975 | 1975-1980 | 1980-1985 | 1985-1990 | 1990-1995 | 1995-2000 | 2000-2005 | 2005-2010 |
| ISF    | 6,77      | 7,15      | 7,53      | 7,83      | 7,93      | 7,81      | 7,31      | 6,61      | 5,92      | 5,31      | 5,05      | 4,65      |

- Évolution du nombre moyen d’enfants par femme (ISF) lors de plusieurs enquêtes démographiques et de santé :

|               | 1994 | 1999 | 2012 | 2016 |
| ------------- | ---- | ---- | ---- | ---- |
| Milieu urbain | 4,7  | 4,0  | 3,7  | 3,4  |
| Milieu rural  | 6,4  | 6,0  | 6,3  | 6,0  |
| Total         | 5,7  | 5,2  | 5,0  | 4,6  |

### De 1960 à 1981: Phase de forte fécondité
Elle est caractérisée par des taux de fécondité élevés à tous les âges. La fécondité a été précoce et le calendrier des naissances n’a pratiquement pas changé. Les taux augmentent vite pour atteindre leur niveau maximum entre 20-29 ans avant de baisser aux âges supérieurs. Même après 40 ans plusieurs femmes continuent d’avoir des enfants. Il faut donc s’attendre à une parité progressant linéairement et à des descendances élevées. La hausse des taux entre 1978 et 1981 a conduit à la hausse d’environ un enfant par femme. Pourquoi une augmentation aussi importante en si peu de temps ? En réponse à cette interrogation les démographes ont soutenu la thèse du meilleur enregistrement des naissances au cours de l’enquête ivoirienne de fécondité (EIF).
Pourtant l’analyse des données des Nations unies indique une légère hausse de la fécondité. Ce phénomène a été observé dans plusieurs pays africains avec les travaux de Cochrane et Farid (1986) sur la transition démographique. En comparant l’ISF et la descendance finale des femmes ayant achevé leur vie féconde, les auteurs ont observé sa hausse au début des années 1980 dans la plupart des pays étudiés. Leur méthode est toutefois critiquable car le rajeunissement de la fécondité surestime l’ISF qui est généralement plus faible lorsqu’elle est estimée de manière longitudinale (descendance finale). Ceci pourrait expliquer la hausse de la fécondité qui s’est produite durant la période du rajeunissement du calendrier de la fécondité dans les années 1970 et au début des années 1980.
Si la fécondité est longtemps restée élevée, c’est parce que les Ivoiriennes souhaitaient avoir beaucoup d’enfants. Dans les années 1980, celles qui avaient été interrogées sur ce sujet avaient pour la plupart déclaré vouloir une descendance supérieure à celle qu’elles avaient à l’époque. Certaines (25,3 %) n’avaient pas donné de réponses numériques parce qu’elles croyaient que c’est Dieu qui décidait du nombre d’enfants. De façon explicite, neuf sur dix voulaient un autre enfant, seulement 4,3 % ne voulaient plus d’enfants et 5,3 % étaient indécises. Celles qui avaient plus de six  enfants voulaient presque dix enfants contre 9,4 enfants pour celles en fin de vie féconde. Le nombre d’enfants souhaités par les femmes de plus de 30 ans correspond exactement au niveau de fécondité légitime qui a prévalu durant deux décennies.

### Depuis 1981: Phase de transition
Cette phase est marquée par la baisse continue des taux de fécondité par groupes d’âges. Exception faite des femmes en fin de procréation dont la fécondité est influencée par l’âge, les réductions les plus importantes ont concerné les filles âgées de 15-19 ans. Elles ont réduit de 28 % leur fécondité entre l’EIF et le recensement de la population de 1988 (RGPH I); et de 18,5 % entre les enquêtes démographique et de santé (EDS) de 1994 et de 1998-1999. Pour la plupart des groupes d’âges, les baisses enregistrées entre l’EIF et le RGPH I ont été supérieures à celles des autres périodes. Trois événements permettent d’affirmer que la fécondité a amorcé sa transition.
- Primo, la contribution des adolescentes à la fécondité totale a régulièrement baissé passant au niveau national de 16,1 % en 1980, à 12,3 % en 1988 puis à 11 % en 1994 ;
-Secundo, les jeunes filles âgées de 20-24 ans ont réduit  leur fécondité de plus du tiers en moins de vingt ans. Les taux sont passés de 313 enfants nés vivants pour 1000 filles en 1980 à 245 pour 1000 en 1994 puis à 220 pour 1000 en 1998 ;
- À la réduction importante de la fécondité chez les adolescentes et les filles, s’ajoute tertio le décalage du maximum de fécondité. Alors qu’en 1980, les filles de 20-24 ans étaient les plus fécondes, en 1988, ce sont leurs aînées de 25-29 ans qui l’étaient.
L’ISF est passé de 7,4 à 5 enfants par femme entre 1980 et 2012, soit une réduction de plus de deux enfants en trente ans.

## Un pays d'immigration
La politique migratoire parce qu’elle a encouragé durant une longue période la venue des étrangers en Côte d’Ivoire pour promouvoir le développement économique, révèle l’attitude populationniste du gouvernement. En vue de faciliter leur intégration, le président Houphouët avait proposé en 1966 la double nationalité aux ressortissants d’Afrique Occidentale Française.
De par cette politique, la Côte d’Ivoire est devenue en moins de trente ans le principal pays d’immigration en Afrique. Cinq ans après son indépendance, elle comptait déjà 700 000 résidents d'origine étrangère, un nombre deux fois supérieur dix ans plus tard.
Selon le recensement général de la population et de l’habitat de 1998 (RGHP-1998), les étrangers représentaient alors 26 % de la population totale du pays, et plus de 95 % de cette population provenait des pays de la Communauté économique des États de l’Afrique de l’Ouest (CEDEAO). Les pays frontaliers de la Côte d’Ivoire, notamment le Burkina Faso, le Mali, la Guinée, le Ghana et le Liberia, en fournissent à eux seuls 86,8 %. Le Burkina Faso, avec 2 238 548 personnes, fournissait à lui seul 56 % de la population étrangère en Côte d’Ivoire, soit 14,6 % de la population totale du pays.
En plus de sa rapidité, cette migration a d’abord concerné les hommes qui venaient pour servir de main-d’œuvre à la réalisation des projets de développement des années 1960 à 1970. Ainsi durant cette période, la population totale s’est accrue beaucoup plus rapidement que l’effectif total des femmes (voir données des Nations unies, 2006). La différence s’est estompée au milieu des années 1980 avec la crise. Elle s’est même inversée au début des années 1990, période marquée par l’instauration de la carte de séjour des étrangers. Et depuis, la tendance est la baisse continue du rythme de croissance de l'immigration.
L’augmentation rapide de l'immigration a contribué à la croissance des villes ivoiriennes. En 1975, elle représentait près de 40 % de cette population. Entre 1978 et 1979, deux étrangers sur trois immigraient en ville dont 41 % à Abidjan. Les Maliens se sont installés majoritairement en ville avec un quart de leur effectif à Abidjan. Contrairement à eux, les Burkinabés se sont installés dans les régions à forte production de cultures d’exportation. Plus de la moitié des Sénégalais et des Nigérians résident actuellement à la capitale.
En fin de compte, la présence importante des étrangers participe à l’augmentation des nationaux par le jeu de la naturalisation. Ainsi 15 146 et 88 714 étrangers ont acquis la nationalité ivoirienne respectivement en 1988 et 1998 ; soit un taux d’accroissement moyen annuel de 5,3 %.

## Composition ethnique et linguistique

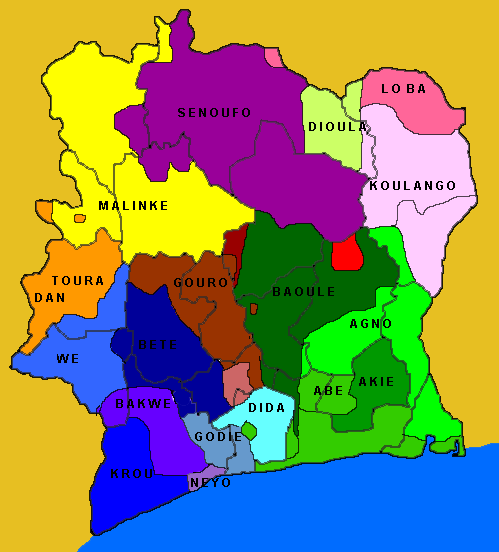
composition culturelle

La population ivoirienne est caractérisée par sa diversité ethnique. La documentation scientifique distingue cinq grands groupes formés sur les critères linguistiques. Par ordre d'importance selon le dernier recensement, ce sont les :
- Akan (38,0 %) ;
- Voltaïque (22 %) ;
- Mandé du nord (22 %) ;
- Krou (9,1 %) ;
- Mandé du sud (8,6 %).

Les Naturalisés sont encore minoritaires (1,1 %). Leur effectif a augmenté de l'ordre de 5,3 % l'an entre les recensements de 1988 et de 1998. Il s'agit de la plus forte progression comparée aux groupes ethniques, qui, ont évolué à des rythmes différents durant la même période inter censitaire. Les Voltaïque et les Mandé du nord sont en tête avec un rythme de croissance annuelle de l’ordre de 4 % suivis des Akan (3,7 %), des Mandé du nord (3 %) et des Krou (2,3 %).